# نوروود (سری‌لانکا)
نوروود (به لاتین: Norwood) یک منطقهٔ مسکونی در سری‌لانکا است که در استان مرکزی (سری‌لانکا) واقع شده‌است.